# Meiocarpidium
Meiocarpidium is een geslacht van planten uit de familie Annonaceae. Het geslacht telt een soort die voorkomt in westelijk Centraal-Afrika.

## Soort
- Meiocarpidium lepidotum (Baill.) D.M.Johnson & N.A.Murray